# 杨金生
杨金生（1964年—），汉族，中华人民共和国政治人物、第十一届全国政协委员。
加入中国致公党，担任中国中医科学院针灸研究所副所长。2008年，当选第十一届全国政协委员，代表医药卫生界，分入第四十五组。